# PP.rt
Die PP.rt ist eine Klinik für Psychiatrie und Psychosomatik in Reutlingen. Sie kooperiert in der Region eng mit anderen Trägern zusammen, im Rahmen des Gemeindepsychiatrischen Verbundes, in regionalen Netzwerken sowie mit den Gesellschaftern BruderhausDiakonie und ZfP Südwürttemberg.

## Unternehmensstruktur
Die PP.rt gliedert ihre Unternehmenstätigkeit in folgende Geschäftsbereiche:
- Kliniken für Psychiatrie und Psychotherapie
- SINOVA Kliniken für Psychosomatische Medizin und Psychotherapie
- Kliniken für Forensische Psychiatrie und Psychotherapie

## Standorte
Tagesklinik Lindachstraße 43
In den Tageskliniken in der Lindachstraße werden verschiedene Patienten behandelt. Das therapeutische Angebot beinhaltet psychotherapeutische Einzel- und Gruppengespräche sowie Ergo- und Bewegungstherapie. Musik- und tiergestützte Therapie und sozialdienstliche Beratung werden ebenso angeboten. Hier werden Menschen mit unterschiedlichen Erkrankungsbildern behandelt: Depression, Angst- und Zwangsstörungen, Schizophrenie, Borderline-Störung, Menschen nach Traumatisierungen und mit Persönlichkeitsstörungen. Menschen mit Abhängigkeitserkrankungen werden in der Tagesklinik des Suchttherapiezentrums des ZfP Südwürttemberg behandelt.
In der Tagesklinik 55+ werden die speziellen Bedürfnisse älterer Menschen berücksichtigt, die aus dem Berufsleben ausscheiden, Neuorientierung bewältigen müssen oder Verluste zu betrauern haben. Dementsprechend steht die Behandlung von Menschen mit Depressionen und Anpassungsstörungen im Vordergrund. Neben einer umfassenden Diagnostik in der Eingangsphase werden in den Therapien Einzel-, Visiten- und Gruppengespräche angeboten, außerdem Kreativtherapien, praktische Unterstützung in der Alltagsbewältigung, sozialdienstliche Beratung und Angehörigengespräche sowie eine medikamentöse Behandlung.

## Ambulante Ergotherapie
Die ambulante Ergotherapie ist für Patienten geeignet, die sich bereits in einer fachärztlichen psychiatrischen Behandlung befinden. Durch arbeitstherapeutische Maßnahmen soll eine Wiedereingliederung in die Arbeitswelt ermöglicht werden. Ergotherapeutische Maßnahmen unterstützen bei der Bewältigung einer Krise, der weiteren Stabilisierung nach einem Krankenhausaufenthalt, bei der Überbrückung bis zu einem stationären oder tagesklinischen Aufenthalt, als Ergänzung einer ambulanten psychiatrischen oder psychotherapeutischen Behandlung und dienen zur Verbesserung oder dem Erhalt der Alltagsbewältigung. Verordnet werden kann die ambulante Ergotherapie von niedergelassenen Ärzten oder von Ärzten der psychiatrischen Institutsambulanzen.

## Psychiatrische Instantsambulanz
Die Behandlungsangebote der Psychiatrischen Institutsambulanz richten sich an Kranke, die wegen Art, Schwere und Dauer ihrer Erkrankung eines besonderen krankenhausnahen Angebotes bedürfen. Dies gilt insbesondere für Patienten, bei denen eine langfristige, kontinuierliche Behandlung medizinisch notwendig ist und mangelndes Krankheitsgefühl, mangelnde Krankheitseinsicht oder mangelnde Impulskontrolle der Wahrnehmung dieser kontinuierlichen Behandlung entgegenstehen. Eine andere Aufgabe der Psychiatrischen Institutsambulanz ist die kurzzeitige und befristete Versorgung von Patienten im Rahmen von Krisenintervention, bei schwieriger Behandlungsmotivation, nach Therapieabbrüchen oder nach stationär Behandlung, wenn vorübergehend eine multiprofessionelle Behandlung notwendig ist und diese in der ambulanten vertragsärztlichen Versorgung nicht erbracht werden kann. Die Psychiatrische Institutsambulanz ermöglicht es daher, durch Krisenintervention stationäre Behandlungen entweder zu vermeiden oder, wenn nötig, vorzubereiten. Darüber hinaus können Patienten auch nach Beendigung der klinischen oder tagesklinischen Behandlung noch therapeutische Angebote in den spezialisierten Angeboten wahrnehmen oder während der Behandlung begonnene sozialpsychiatrische Maßnahmen mit sozialpädagogischer Begleitung abschließen.

## Daten und Fakten

### Betten und Behandlungsplätze
- Vollstatiore Behandlung: 131 Plätze/Betten
- Teilstationäre Behandlung: 34 Plätze